# Brainbox
Brainbox war eine nur kurzzeitig erfolgreiche niederländische Progressive-Rock-Band (1969–1971), die von dem Gitarristen Jan Akkerman und dem Schlagzeuger Pierre van der Linden, zwei späteren Mitgliedern der bekannteren Progband Focus und dem Sänger Kaz Lux gegründet wurde.

## Bandgeschichte
Die Debüt-Single der Band, die sich in Amsterdam zusammenfand, war „Down Man“, in der ihr progressiver Blues festgelegt wurde. Sie hatten eine Reihe von erfolgreichen Veröffentlichungen wie Between Alpha and Omega, Doomsday Train und Dark Rose. Kurz nachdem das erste Album veröffentlicht worden war, verließen Akkerman und van der Linden die Gruppe, um bei der Band Focus einzusteigen. Sie wurden durch die Gitarristen Hermann Meyer († 2000) und Rudie de Quelijoe und den Schlagzeuger Frans Smit († 2005) ersetzt. Meyer wurde später durch John Schuursma ersetzt. Nachdem Kaz Lux die Gruppe im Jahre 1971 verließ, flaute die Popularität ab und sie löste sich 1972 auf.
2004 wurde Brainbox durch Kaz Lux neugegründet, allerdings ohne Jan Akkerman.

## Diskografie

### Alben
| Jahr | Titel                               | Höchstplatzierung, Gesamtwochen, AuszeichnungChartsChartplatzierungen (Jahr, Titel, Platzierungen, Wochen, Auszeichnungen, Anmerkungen) | Anmerkungen |
| Jahr | Titel                               | NL | Anmerkungen |
| ---- | ----------------------------------- | --- | ----------- |
| 2015 | The Golden Years Of Dutch Pop Music | NL45 (1 Wo.)NL | mit Kaz Lux |

Weitere Alben
- 1969: Brainbox (Imperial)
- 1972: Parts (Harvest)
- 2004: The Last Train (Live) (Pop One)
- 2011: The 3rd Flood (E-Sound)

### Singles
| Jahr | Titel Album                             | Höchstplatzierung, Gesamtwochen, AuszeichnungChartsChartplatzierungen (Jahr, Titel, Album, Platzierungen, Wochen, Auszeichnungen, Anmerkungen) | Anmerkungen |
| Jahr | Titel Album                             | NL | Anmerkungen |
| ---- | --------------------------------------- | --- | ----------- |
| 1969 | Down Man                                | NL13 (8 Wo.)NL |             |
| 1969 | Sea Of Delight Brainbox                 | NL30 (4 Wo.)NL |             |
| 1969 | Summertime / Dark Rose Brainbox         | NL16 (8 Wo.)NL |             |
| 1970 | To You                                  | NL19 (5 Wo.)NL |             |
| 1970 | Doomsday Train                          | NL16 (6 Wo.)NL |             |
| 1970 | The Smile (Old Friends Have A Right To) | NL15 (9 Wo.)NL |             |
| 1971 | Virgin                                  | NL20 (4 Wo.)NL |             |